# Google My Business
Vous pouvez aider à l'améliorer ou bien discuter des problèmes sur sa page de discussion.
- Son contenu est rédigé entièrement ou presque à partir d'une seule source. N'hésitez pas à modifier cet article pour améliorer sa vérifiabilité en apportant de nouvelles références dans des notes de bas de page. (Marqué depuis juin 2022)
- Il ne s’appuie pas, ou pas assez, sur des sources secondaires ou tertiaires. (Marqué depuis juin 2022)

- Archive Wikiwix
- Bing
- Cairn
- DuckDuckGo
- E. Universalis
- Gallica
- Google
- G. Books
- G. News
- G. Scholar
- Persée
- Qwant
- (zh) Baidu
- (ru) Yandex
- (wd) trouver des œuvres sur Wikidata

Fiche d'établissement Google (ou Google Business Profile) est un service de référencement destiné aux propriétaires d'entreprise et exploité par Google. Anciennement nommé Google Places lors de son lancement en France en 2009, la nouvelle plateforme, lancée en juin 2014 sous le nom de Google My Business a pour but de donner aux propriétaires d'entreprise davantage de contrôle sur ce qui apparaît dans les résultats de recherche. Google permet aux propriétaires d'entreprise de vérifier les données concernant leur établissement en créant une nouvelle fiche ou en revendiquant une fiche existante. La fiche Google My Business apparaît dans le service Google Maps ainsi que dans les résultats de recherche Google sous forme de local pack composé de trois résultats d'établissements, lors des requêtes liées à des entreprises locales.
Cette fiche professionnelle s’affiche dans un cadre en haut à droite de l’écran d’ordinateur ou sur mobile, tout en haut des résultats Google d’une recherche du nom d'un établissement.
Google appelle « établissement » l’entreprise qui s’y trouve référencée.
Cette fiche est en fait double, puisqu’elle s’affiche à la fois dans les résultats des recherches Google et dans ceux de Google Maps, service de cartographie mondiale de Google, qui inclut lui aussi les données de toutes ces fiches d’entreprise.
Si une fiche n'a pas encore été créée, n’importe qui peut le demander. Google, après une vérification hybride par son intelligence artificielle et son équipe technique, validera celle-ci pour la faire ensuite apparaître sur toute requête. C’est ainsi que l'établissement d'une entreprise ou d'un professionnel (magasin, restaurant, salon de coiffure, fleuriste, hôpital, etc.) est trouvé.
Certaines fiches ont été acceptées par simple routine d’intelligence artificielle - IA (ou AI pour Artificial Intelligence) et n’ont donc pas été validées par des humains. Elles peuvent être tout à fait conformes aux données de l’entreprise comme elles peuvent aussi être fausses, c’est-à-dire ne correspondre à aucune entité existante ou comporter un nom erroné ou trompeur, ou un faux numéro.
Ces fausses fiches ne résistent pas longtemps au système de vérification de Google, qui dispose de toutes les informations administratives sur les sociétés. Les croisements de ces informations en bases de données permettent une authentification fiable de ces données.
Bien que Google My Business offre de nombreux avantages, il existe également des inconvénients spécifiques, notamment en ce qui concerne le contrôle de la présence d'une entreprise sur la plateforme.

## Eligibilité des fiches Google My Business
Toute entreprise peut figurer dans le registre de Google My Business et paraître en résultats de Google. Avec quelques restrictions.
En effet, les règles et consignes de Google concernant les fiches d’établissement  prévoient que sont inéligibles à la création d’une fiche d’établissement les entreprises qui :
• correspondent à des propriétés immobilières en vente ou en location (maisons de vacances, maisons témoins, appartements vacants, etc.).
• proposent un service, un cours ou une réunion dispensés de façon continue dans un établissement qui ne leur appartient pas ou qu’elles ne sont pas habilitées à représenter ;
• se définissent comme des agents ou des sociétés spécialisés dans la génération de prospects ;
• exercent leurs activités exclusivement en ligne, qu’il s’agisse de marques, d’organisations, d’artistes ou autres ;
• ont spécifié, en guise d’adresse, les coordonnées d’une boîte postale ou d’une boîte aux lettres située loin de leur établissement.

## Recherche locale
L'un des principaux avantages de Google My Business est l'augmentation de la visibilité en ligne. 
Lorsqu’une personne recherche un établissement ou un lieu, il obtient des résultats à proximité de sa position dans les produits Google tels que Maps et la recherche Google. Par exemple, s'il cherche « restaurant japonais » sur son appareil mobile ou sur son ordinateur, il obtient en priorité les résultats à proximité de sa localisation, à condition qu'il n'ait pas interdit à Google de le géolocaliser, par la désactivation optionnelle de ce service, auquel cas les résultats Google concerneront un ou plusieurs résultats aléatoire d'un ou plusieurs établissements dans le pays défini par le navigateur ou celui défini par défaut ou par choix dans les paramètres de recherche Google.
Dans les cas de la recherche d’une entreprise en particulier, s’il n’en existe qu’une, Google l’affichera seule en haut des résultats. Et s’il en existe plusieurs, soit elles s’afficheront les unes à la suite des autres, cette fois plus bas dans les résultats et non en haut, soit l’établissement le plus proche de l'internaute s’affichera seule si les autres établissements sont situées plus loin.
En créant une fiche Google, les entreprises apparaissent plus facilement dans les résultats de recherche locaux, ce qui est crucial pour attirer une clientèle de proximité. 
Cette présence accrue est particulièrement bénéfique pour les petites et moyennes entreprises qui cherchent à se faire connaître localement. Elle est également bénéfique immédiatement pour toute entreprise en lui permettant de diffuser en haut des résultats ses données administratives et de contact.
Cette visibilité accrue de la présence en ligne permet incidemment aux entreprises d’augmenter leurs ventes de biens ou services et tout simplement d’exister de manière plus immédiate pour toute personne recherchant la thématique de l’entreprise ou l’entreprise elle-même sur Internet.

## Fonctionnalités
(juin 2022).
Les fonctionnalités de Google My Business font de ce service Google l’un des incontournables pour de nombreuses entreprises. La fiche établissement sur Google permet en effet de gagner en visibilité locale et toucher une clientèle locale.
Google My Business fournit également des outils analytiques qui aident les entreprises à comprendre comment les clients interagissent avec leur fiche. 
Ces données peuvent être utilisées pour affiner les stratégies marketing et mieux cibler les clients potentiels.

### Modification des données
Google My Business permet aux propriétaires d'entreprise de fournir des informations pouvant apparaître dans une recherche Google, telles que les heures d'ouverture, l'adresse, le numéro de téléphone et les photos. Google peut associer les informations fournies par les entreprises à des informations provenant d'autres sources, notamment le site Web de l'entreprise, les contributions des utilisateurs de Google et les sites Web de tiers.
Un inconvénient majeur de Google My Business est le manque de contrôle sur la création et la suppression des fiches. Les entreprises ne peuvent pas choisir si elles veulent ou non une fiche Google. 
Une fois qu'elle est créée, la fiche devient une partie permanente de l'écosystème de Google, qui tire avantage de sa présence. En effet, Google en premier lieu utilise le support de cette fiche pour proposer aux professionnels de créer une campagne de publicité par mot-clé, c’est-à-dire d’acheter des publicités qui paraîtront en haut des résultats et avant les fiches Google, sur la requête de mots clés choisis, correspondant à leur activité. 
Si un professionnel dont la fiche est atteinte par des avis négatifs souhaite effacer sa fiche Google My Business, Google lui refuse sur l’argument que les données diffusées sont publiques et que Google en tant que moteur de recherche est légitime à les publier.
Google encourage les gérants d’entreprise à répondre aux avis clients. Cela est parfois délicat, voire impossible, ce qui est le cas pour les médecins, tenus au secret médical, ce qui ne leur permet pas de répondre au patient qui l’a noté, au risque de violer son serment.

### Site Internet
Google My Business permet aux entreprises de créer un site web sans frais. Le service génère le site web à partir des avis et des photos mises en ligne par des visiteurs de la fiche My Business (clients ou non) ainsi que les données ajoutées par le propriétaire de l'entreprise. Ce service n'est pas disponible pour l'ensemble des catégories professionnelles et ne donne aucun avantage en matière de référencement car les données du site business sont déjà indexé par Google sur la fiche.

### Avis
Ces fiches ne sont pas qu’informatives concernant la situation administrative des entreprises qui y sont référencée. Ces fiches Google diffusent également des avis et des commentaires, laissés par les internautes eux-mêmes. 
Ces avis sont matérialisés par une notation d’une à cinq étoiles et par un texte libre destiné à témoigner de son expérience client.
Toute personne possédant un compte Gmail peut noter un établissement.
Cette notation ne répond pas de critères objectifs mais est une appréciation subjective.
Google décrit les contenus interdits et soumis à des restrictions, comme l’engagement artificiel, qui est une fausse expérience, c’est-à-dire le fait de dire que l’on a été client sans l’avoir été. Ou l’incitation à la haine et le langage grossier.
Les propriétaires d'établissements peuvent répondre aux avis reçus. Ils peuvent également signaler les avis qu'ils jugent contrevenir aux règles de Google ou à la loi française ou européenne.
Google propose un nombre restreint de possibilités de suppression d'avis négatifs ou malveillants, dont la diffamation ne fait pas partie.
En effet, les règles de Google, entreprise californienne, permettent la diffusion de tous les avis dès lors qu'ils ne comportent pas d'insultes, la révélation d'informations personnelles ou intimes ni ne contreviennent aux lois transnationales proscrivant la haine raciale, l'homophobie, ou l'apologie du terrorisme. D'autre problème juridiques peuvent être soulevés. Par exemple, le propriétaire de l'établissement peut signaler à Google qu'un avis n'est pas sincère et qu'il a été publié dans le but de tromper le consommateur au sujet de son enseigne, auquel cas Google étudie la demande pour rendre une décision.
Les avis identifiés comme trompeurs sont supprimés par Google. Ces avis non authentiques sont évalués en fonction de critères d'analyse sémantique et informatique, en relation avec la géolocalisation du compte, et son activité. Google pourra ainsi déterminer que l'avis laissé ne concerne pas un lieu visité et par conséquent qu'il est susceptible d'être une fausse expérience d'achat.
Un avis peut également être supprimé par Google si le profil d'utilisateur contrevient à ses règles. Pour exemple, un compte Gmail identifié par un terme contrevenant aux règles de Google pourra après vérification autonome ou sur signalement, se voir interdire la diffusion d'un avis.

### Les conséquences des faux avis Google pour les entreprises et pour les utilisateurs
A l'ère du numérique, les avis en ligne sont devenus un pilier essentiel de la prise de décisions des consommateurs. Ce phénomène a donné naissance à un problème préoccupant : les faux avis. Ces avis, qui ne reflètent pas une expérience client authentique, se divisent en deux catégories principales : les faux avis positifs et les faux avis négatifs. 
Les faux avis positifs sont souvent générés par les entreprises elles-mêmes ou par des tiers engagés pour améliorer artificiellement leur réputation en ligne. 
Les faux avis négatifs, eux, sont typiquement créés pour nuire à la réputation des concurrents. Ces pratiques trompeuses faussent non seulement la perception des consommateurs mais peuvent aussi causer des dommages importants aux entreprises touchées par ces avis négatifs.
Un avis négatif mis en ligne par un consommateur insatisfait peut être qualifié de faux s’il est excessif ou si sa diffusion est répétée. Un internaute peut donc tout à faire être sincère dans sa critique négative mais s’il outrepasse la liberté d’expression par des propos outranciers ou s’il multiplie cet avis en le reformulant sur différents sites d’avis - ou sur la même plateforme, avec des adresses e-mail différentes, on parlera alors de « faux avis ». Car l’effet de ces derniers, préjudiciables à l’entreprise, pourra être qualifié de « trouble manifestement illicite » et leur auteur jugé pour délit de dénigrement ou d’atteinte à la réputation.
La création de faux avis est motivée par plusieurs facteurs. 
Dans un marché concurrentiel, les entreprises cherchent à se démarquer et à attirer plus de clients. Certains choisissent des moyens peu recommandables et illicites, tels que la fabrication d'avis positifs, pour améliorer artificiellement leur image.
D'autre part, la compétition peut amener à des tactiques de sabotage, où des avis négatifs sont sciemment publiés pour nuire aux entreprises rivales. 
Enfin, les faux avis peuvent être laissés par des internautes malveillants n’ayant aucun intérêt avec l’entreprise concernée ou celles de ses concurrents. En effet, les faux avis, peuvent être émis par des clients insatisfaits ayant eu une expérience d’achat authentique dans le cas où leur caractère ou leur diffusion est déraisonnable.
C’est le cas des avis diffusés par vengeance et ressentiment, dans le but de nuire à l’enseigne ou à sa marque et d’influencer les consommateurs.
Ces pratiques sont alimentées par la facilité d'accès aux plateformes d'avis et à l'anonymat qu'Internet peut offrir. En effet, toute personne peut par exemple créer un nombre illimité d’adresses Gmail avec le nom de son choix pour laisser plusieurs avis Google négatifs sur la fiche d’un établissement ; qu’il s’agisse d’un restaurant, d’une librairie ou même d’un médecin.
Bien que la possibilité de répondre aux avis existe, la présence d'avis négatifs peut nuire à la réputation de l'entreprise et dissuader les clients potentiels. 
Répondre aux avis ne fera donc pas obstacle à l’effet préjudiciable de ces avis. Lesquels peuvent être faux ou manipulés par un utilisateur et ne refléter en aucun cas la qualité des biens ou services de l’entreprise concernée.
Le faussaire peut même laisser une note sans commentaire, c’est-à-dire un avis négatif auquel il est alors impossible de répondre. Et souvent même d’en identifier l’auteur. 
Cela soulève des questions éthiques et juridiques. Certains acteurs peuvent être tentés de manipuler le système d'avis pour gagner un avantage injuste. Cette pratique trompeuse peut causer un tort considérable non seulement aux entreprises ciblées mais aussi aux consommateurs, qui s'appuient sur ces avis pour prendre des décisions éclairées.
Les conséquences financières des faux avis peuvent être très conséquentes pour les entreprises. Une entreprise dont la note globale baisse sur la plateforme d'avis Google My Business peut logiquement voir ses revenus diminuer. 
Plusieurs professionnels ont instruit en justice des procédures à l'encontre de Google, après qu'il a refusé de supprimer la fiche Google leur portant atteinte.
Le 9 mars 2021, le Tribunal judiciaire de Paris a refusé le retrait d’une fiche Google my business sollicité par un dentiste en considérant Google my business comme un service d’annuaire sans vocation commerciale qui permettrait la libre expression du consommateur à travers la notation des professionnels.
Le 15 septembre 2022, le Tribunal judiciaire de Chambéry, a lui condamné Google à supprimer une fiche Google My Business concernant une dentiste, pour violation du droit des données à caractère personnel et à l’indemniser de ses préjudices subis.
Des services spécialisés dans la gestion de la réputation en ligne offrent aux entreprises des outils pour surveiller, analyser et réagir aux avis négatifs. 
Ces services permettent aux entreprises de s'attaquer en amont au problème des faux avis, en aidant à maintenir une image de marque positive et authentique.
D'autres s'appuient sur les services d'avocats spécialisés en droit commercial pour supprimer ces fiches Google My Business et faire ainsi faire effacer tous les avis.

### Articles
Le service permet aux propriétaires d'entreprise de publier des mises à jour concernant des annonces ou les promotions. Ces articles sont rangés selon 4 catégories : Actualités, Evénement, Produit et Offre.
Sur chaque article, il est possible d'ajouter une description, une photo, une vidéo et un lien.
Les publications apparaissent dans les résultats de recherche Google et sur Google Maps. Cependant, la plupart des articles expirent au bout d'une semaine et ne s'affichent plus dans les résultats de la recherche à ce moment-là. Il existe une exception : les articles concernant des événements expirent lorsque la date de l'événement est dépassée. Bien que les publications de Google Business Profile ne suscitent pas beaucoup d'engagement comme une plate-forme de médias sociaux, elles sont utiles pour le référencement d'une entreprise.

### Photos et vidéo
Les propriétaires d'entreprise peuvent mettre en ligne des photos et des vidéos de leur établissement sur Google My Business. Ils peuvent choisir d'ajouter leur logo et des images d'en-tête, ainsi que des photos spécifiques à leur secteur. Les clients peuvent également ajouter des photos à Google My Business en les associant aux avis. Ces derniers peuvent aussi faire appel à des photographes certifiés GMB pour proposer des visites virtuelles sur les fiches.

### API
L’interface de programmation d’applications est disponible pour automatiser plusieurs tâches sur Google My Business. Cela permet de gérer plusieurs emplacements et d'utiliser des fonctionnalités telles que les publications, les réponses aux avis, les photos à grande échelle.

### Restrictions pour les chaînes
Pour les chaînes de magasins et les franchises ayant plus de 10 sites, Google a limité l'utilisation de l'API pour la création de publications. Toutefois, certaines applications tierces telles que Brandest utilisent leurs propres mécanismes exclusifs pour publier sans ces restrictions.

### Rapports
Le service "Insights" fournit un rapport sur la façon dont les internautes trouvent la fiche d'entreprise, des statistiques sur les recherches directes, les recherches "Discovery" dans Google Maps, les recherches par marque, les affichages sur le moteur de recherche, les demandes de direction Maps...

### Suspension de votre Fiche Google
Les fiches Google Business Profile ( Google My Business ) peuvent être suspendues en cas de non-respect des règles de Google
Une fiche peut être suspendue par exemple pour les raisons suivantes: 
- Abus de mots clefs dans le nom de l'entreprise sur la fiche
- Fiche qui n'a pas de raison d'exister à cette adresse 
- Facture non payée chez un autre service de Google ( Ads par exemple ) 
- Irrégularité entre les informations de la fiche et ce qui est visible sur Streetview 
- Nom de l'entreprise mentionné tout en majuscule 
- Si elle n'a jamais existé 
- L'adresse présentée est erronée

### Plateforme d'aide aux utilisateurs Google Business Profile
Depuis le lancement de Google My Business (aujourd’hui appelé Google Business Profile), Google à créé une communauté d’aide en ligne animée par des Experts Produits Google bénévoles. Parmi eux, certains sont très actifs et identifiés par les pseudos Kurt2day, Yannick et Jérôme, ils apportent une aide quotidienne aux utilisateurs. Cet espace, appelé Communauté d’aide Fiche d’établissement permet aux utilisateurs de poser des questions et d’obtenir des conseils (validation, suspension, etc.).
Cette communauté d’aide se présente sous la forme d’un forum structuré, organisé en différentes catégories thématiques. Chaque catégorie regroupe les discussions liées à un sujet précis, comme la validation d’une fiche, la modification des informations, la gestion des avis clients ou encore le respect des règles et consignes de Google.

### Google Business Profile en lien avec Google Maps
La gestion d’une fiche d’établissement via Google Business Profile est directement liée à Google Maps, car les informations saisies sur la fiche apparaissent sur cette plateforme. Cela permet aux utilisateurs de trouver facilement les entreprises ou services recherchés de consulter leurs horaires, avis, photos, et de les contacter. Ainsi, la qualité et la précision des données d'une fiche Google Business Profile ont un impact direct sur la visibilité d'une entreprise et l’expérience des utilisateurs.
Certains problèmes liés à la géolocalisation ou au positionnement erroné d’une adresse d'entreprise sont souvent traités par la communauté d’entraide Google Maps. Cette communauté complète celle de Google Business Profile en aidant à résoudre les questions spécifiques liées à la précision des lieux référencés. Les deux communautés, animées par des Experts Produits Google passionnés et expérimentés, collaborent pour un soutien complet aux utilisateurs.